# Акапулкоит
Акапулкоитите са група метеорити, част от клана Акапулкоит-Лодранити – примитивна група от клас Ахондрити. Те са малка група метеорити, които не съдържат хондрули и са с минерален състав, подобен на този при обикновените хондрити. Някои членове имат преходни (например метеоритите EET 84302 и GRA 95209) или необичайни (LEW 86220) характеристики, които правят класифицирането им към една или друга група спорно.

## Наименование
Името им идва от метеорита Акапулко, чието падане е регистрирано на 11 август 1976 г. в Мексико и е наблюдавано от очевидци. Съставът му е много близък с този на хондритите и затова първоначално е класифициран като аномален хондрит, въпреки че не съдържа никакви хондрули. Впоследствие са намерени още няколко подобни метеорита и е образувана групата на акапулкоитите за да се опише новият вид примитивни ахондрити. Те бележат прехода между първичната хондритна материя и по-диференцираните скали. През август 2021 г. групата наброява 83 члена.

## Произход
Еволюцията на родителското тяло на акапулкоитите се определя от скоростта на охлаждане на скалите, която понякога е противоречива, и тяхната възраст, като за изследванията се използват множество различни техники. Акапулкоитите са резултат от непълен процес на топене, който не е стигнал дотам, че да достигне химическо и минерално равновесие. Първото минимално стопяване протича в метало-сулфидната система. Получава се увеличаване на съотношението между огнеупорните сидерофилни елементи и никела и намаляване на съотношението на халкофилните спрямо сидерофилните, при загуба на мафични стопилки. Сидерофилни са самородните химични елементи, които имат слаб афинитет към сярата и кислорода и затова се срещат сравнително често в самородно състояние. Халкофилните обратно – проявяват силен афинитет към сярата, което ограничава възможността от намиране на самородни залежи. Литофилните (със силен афинитет към кислорода) елементи също показват доказателства за топене в силикатно-оксидната система на родителското тяло. Проследяването на данните за литофилните елементи в пироксена, плагиоклаза и калциевите фосфати в метеоритите от целия клан представя доказателства за загуба на базалтови стопилки от някои от неговите членове. Те обикновено не показват никакви доказателства за включване на базалтови стопилки, но едрозърнестите диопсидни и плагиоклазни части в някои образци се обясняват с кристализирана стопилка. Уточнено е, че кланът се е образувал от обширен високотемпературен метаморфизъм и анатексис (разтопяване по време на екстремен метаморфизъм) на примитивен, редуциран хондритен материал. Достигнати са стойности на крайни температури, в резултат на което скалите запазват хондритния си състав, но губят метали.

## Възраст
Възрастта на формиране е определена само за метеорита Акапулко. Изследванията на съдържащите се в него Sm–Nd (самарий – неодим) и Pb-Pb (олово) определят възрастта му на 4,60 ± 0,03 или 4,557 ± 0,002 билиона (109) години. Датирането от изследването на 39Ar – 40Ar (аргон) за няколко метеорити от клана показва, че задържането на радиогенен аргон започва приблизително преди 4,51 билиона години.

## Състав
За разлика от уравновесените обикновени хондрити, минералният състав в клана на акапулкоит-лодранитите варира значително. Те са съставени от оливин, ортопироксен, диопсид, плагиоклаз, никел-желязо, троилит, хромит, апатит, витлокит, шрайберзит и графит. Не всички членове съдържат всички тези минерали и количеството им в различните метеорити варира. Диопсидът е богат на хром, със съдържание на Cr2O3 предимно в диапазона 0,9 – 1,9 % от теглото.
Обикновено акапулкоитите са съставени главно от финозърнест оливин, ортопироксен, малко плагиоклаз, никел-желязна сплав, железен сулфид и троилит. Минералният им състав е междинен между този на Е и Н хондритите. Това се отнася и за силикатите, които са мафични и също с междинен състав между тях и Н хондритите. Количествата на уловените редки газове са сравними с тези на обикновените хондрити от тип 3 – 4, а умерено летливите и летливи елементи показват сходни модели на изчерпване в акапулкоитите и Н хондритите. Някои акапулкоити съдържат съвсем малки количества реликтни хондрули, чиито размери са в границите 400 – 700 μm. Изключение прави тексаският метеорит NWA 725 (Northwest Africa 725 или Tissemoumine), находка от Мароко. В него се наблюдава изобилие от различни хондрули и с това предизвиква истинска научна сензация. Наличието им се обяснява с факта, че акапулкоитите са изключително примитивна група, която представлява преход между хондрити и ахондрити. Смята се, че акапулкоитите произхождат от едно и също родителско тяло, вероятно малък астероид, и са тясно свързана с лодранитите – друг клас примитивни ахондрити.

## Текстура
Акапулкоитите имат ахондритна и еквигрануларна (с еднакви по размер минерални зърна) текстура. Видът на текстурата зависи от скоростта, с която протича охлаждането на скалата. В много от метеоритите от групата присъстват метал-сулфидни жили и това се интерпретира като доказателство за топене. Тези заключения се подкрепят от лазерно аблационно-индуктивно свързана плазмена масспектроскопия и от анализи на сидерофилните елементи в металните зърна. Като се имат предвид изчислените скорости на охлаждане, изведени от минералогичните изследвания, се предполага, че родителското тяло на Акапулко е било фрагментирано по време на охлаждането му, а системата U/Pb (уран/олово) датира този разпад на 4,556 ± 1 милиарда години.
В научната литература има множество допълнителни и променливи оценки за скоростта на охлаждане, получени чрез различни техники, които могат да се прилагат за охлаждане чрез различни температурни режими, а няколко са противоречиви. Всички тези променливи оценки на скоростта на охлаждане свидетелстват за трудностите при получаването на разумни точни скорости, както и за сложността на топлинната история на основното тяло на акапулкоит-лодранитите и неговите скали.